# گل‌شهر (کرج)

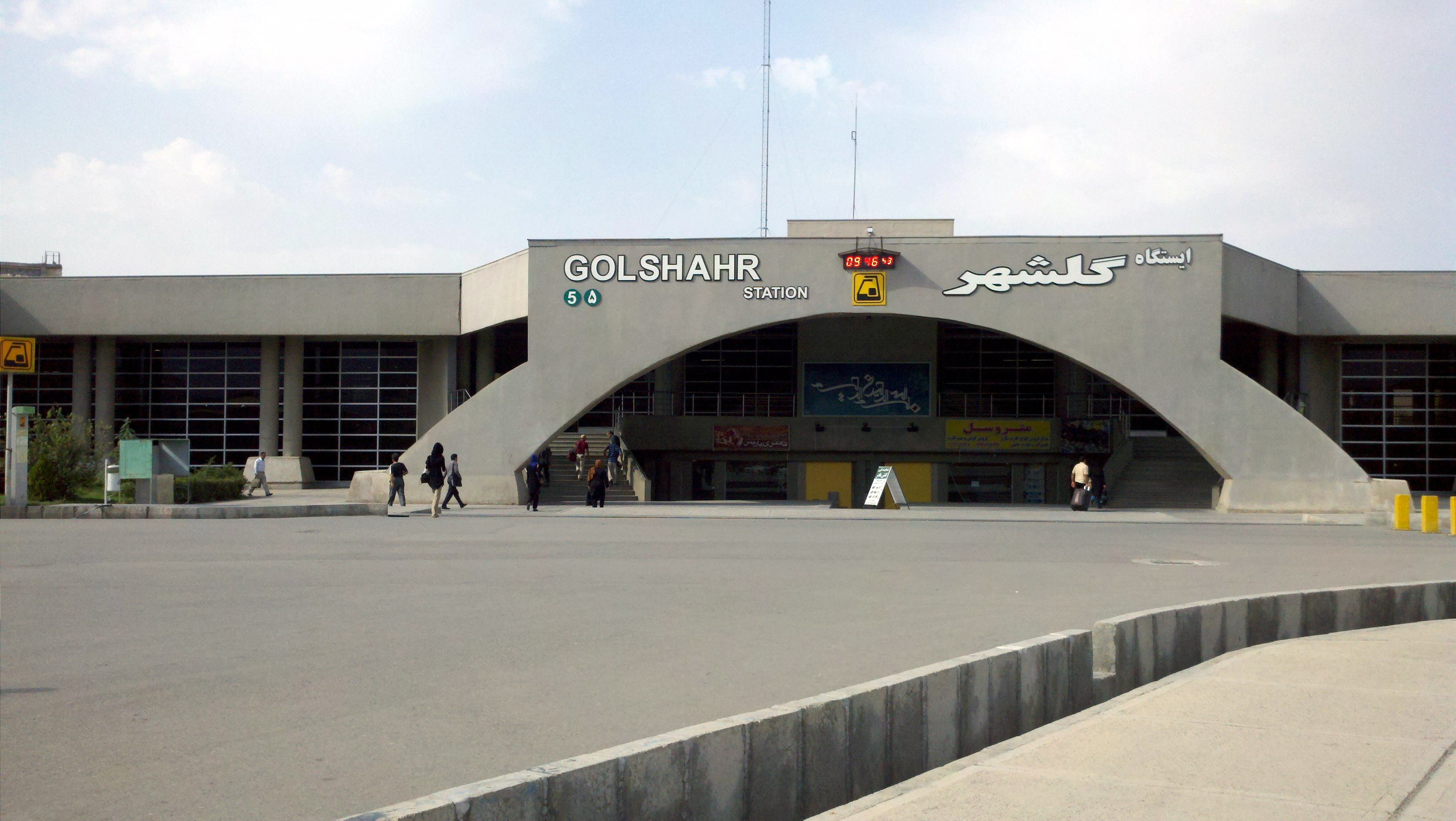
ایستگاه متروی گلشهر

گل‌شهر محله‌ای در غرب شهر کرج در استان البرز است که درمنطقه ۵ شهرداری کرج واقع شده است، و گل‌شهر یکی از محله‌ها و مناطق پرجمعیت شهر کرج است. گل‌شهر از شرق به دهقان‌ویلا، از غرب به حصارک، از جنوب به باغ سیب در مهرشهر و از شمال به کرج نو متصل است. همچنین  امامزاده طاهر که مشاهیر زیادی در آن دفن شده‌اند، در جنوب این محله قرار دارد.

## تاریخچه
منطقه گل‌شهر در ابتدا زمین‌های کشاورزی و باغی در غرب کرج بود. با گسترش تهران و کرج، دولت زمین‌هایی را برای اسکان کارکنان کارخانه‌ها و مهاجران داخلی در نظر گرفت. اولین خانه‌ها در قالب محله‌های کارگری و ارزان‌قیمت ساخته شدند. با توسعه صنعتی کرج (کارخانه‌هایی مانند ایران‌خودرو، کفش ملی و...)، مهاجران کارگر از استان‌های غربی و جنوبی کشور به گل‌شهر آمدند و گل‌شهر به یکی از مراکز اصلی زندگی مهاجران در ایران تبدیل شد. رشد مهاجرت شدت گرفت و خانه‌سازی غیراصولی در مناطق خاکی اطراف افزایش یافت. گل‌شهر به دلیل ارزان بودن زمین و اجاره‌ها، میزبان اقشار کم‌درآمد و خانواده‌های مهاجر شد. کمبود خدمات شهری، مشکلات بهداشتی، فقر و بافت فرسوده در برخی نقاط پدیدار شد. با این حال ایستگاه متروی گلشهر (در خط ۵ متروی تهران) باعث بهبود نسبی حمل‌ونقل و افزایش اهمیت منطقه شد. 

## دسترسی‌ها
ایستگاه متروی گلشهر (خط ۵ مترو تهران-کرج-هشتگرد) در همین محله واقع شده است. خطوط متعدد اتوبوسرانی و تاکسیرانی نیز گل‌شهر را به سایر نقاط کرج متصل می‌کنند. همچنین این محله در نوار شمالی بزرگ‌راه تهران کرج قرار دارد؛ و دسترسی برای تردد راحت به قزوین و تهران فراهم است.

## امکانات
- مدارس دولتی و غیردولتی متعدد
- بازارهای محلی و پاساژهای تجاری
- چند مرکز درمانی و داروخانه
- مساجد، حسینیه‌ها و مراکز مذهبی[۷]